# ルクレティアの自害 (デューラー)
『ルクレティアの自害』（ルクレティアのじがい、独: Selbstmord der Lucretia、英: The Suicide of Lucretia）は、ドイツ・ルネサンスの巨匠アルブレヒト・デューラーにより署名された、1518年制作の油彩の板絵である。古代ローマの貴族ルキウス・タルクィニウス・コッラティヌスの貞淑な妻ルクレティア（紀元前510年ごろ没）が従弟のセクストゥス・タルクィニウスに強姦され、夫と父に手紙でそのことを告げた後、自害したという史実を主題としている。ルクレティアは、「貞淑」の象徴として、それまでもしばしば美術作品に表されてきたが、この時期のドイツ美術においては本作品やルーカス・クラナッハ (父) の絵画が示しているように、イヴやヴィーナスと並んで女性の裸体を表現するための格好の題材となった。作品はミュンヘンのアルテ・ピナコテークに所蔵されている。

## 概要
1508年にインクで紙に描かれた同構図の素描の準備習作がウィーンのアルベルティーナ美術館 に所蔵されており、『アダムとイヴ』(プラド美術館、1507年) の完成直後より本作の構想のあったことがわかる。しかし、本作が完成したのは素描が描かれてから10年後である。素描の時期を考えると、構想の段階ではイタリア美術の影響があったと考えられるが、最終的な作品はイタリア美術からはかなり遠いものとなっている。
ルクレティアは、強姦された場となった既婚者用寝台の置かれた、狭苦しく、強い光に照らされた部屋に立っており、あたかも神々に自分の自殺に立ち会うことを求めているかのように上方を見つめている。刀を腹部に刺そうとしながら、顔には不名誉に苦しむ感情が表現されている。ルクレツィアの傷は、1508年の素描のように腹部の中心ではなく、右胸の下にあり、槍によってイエス・キリストが受けた傷と同じ位置にある。当時の同様の絵画に通常見られるベッド・シーツに飛散した血痕は見られず、美術批評家は、本作において自殺行為がいかに血が流されずに行われているかについて言及している。しかし、絵画は繊細に描かれている。筆致は特に詳細に布地を表しており、作品はさまざまな赤、青、緑の顔料で制作されている。なお、ルクレティアの腰の周りの白い布地は、1600年ごろに後から描き加えられたものである。

## 批評
美術史家は本作をデューラーの最高傑作のうちの1点とは見なさない傾向があり、ルーカス・クラナッハ (父)による同様の作品より低く評価されることが多い。美術史家は、デューラーの作品を正統的な主題の解釈をしているのではないと見なしている。作品は、むしろ内面的な解釈をしているもので、死に直面することに関心が向いているものだと見なしている。1959年から1960年の間に、アルベルト・ジャコメッティは、紙にボールペンを使用してデューラーのルクレティアに倣ったスケッチを仕上げた。
ルクレティアの顔には理想化の傾向が見られるが、概ね現実の女性として提示されている。その表現は、1508年の素描とほぼ同じであるが、同時代のルクレティアの描写に通常見いだされる受動性、純潔性、狡猾な流し目は表現されておらず、作品の解釈は困難である。ルクレティアは記念碑的な彫像のようなポーズを取っているが、プラド美術館にあるデューラーの『アダムとイヴ』(1507年) に見られる、生き生きとして、異教的な官能性の感覚は表現されていない。批評家は、ルクレティアの不機嫌な表情、不自然に長いプロポーション、そして落ち着きの悪いコントラポストのポーズについて批判している。本作はデューラーの最も人気のない作品のうちの1点として解説されており、マックス・フリートレンダーやエルヴィン・パノフスキーを含む多くの美術史家が「厳めしさとぎこちなさ」などの見かけの特質について批判的言及をしている。美術史家のフェジャ・アンゼレウスキーは、本作のルクレティアのことを「古典的な女性像の高貴さではない、パロディー」と表現した。
フェミニストの学者であるリンダ・ハルツは、「ルクレティアの自殺の身振りには機械的な性質がある。それは顔の表情とは関係なく機能しているようであり、奇妙なことに背中の後ろにあるもう一方の腕の助けは必要としていないようだ」と述べている。

## 関連作品

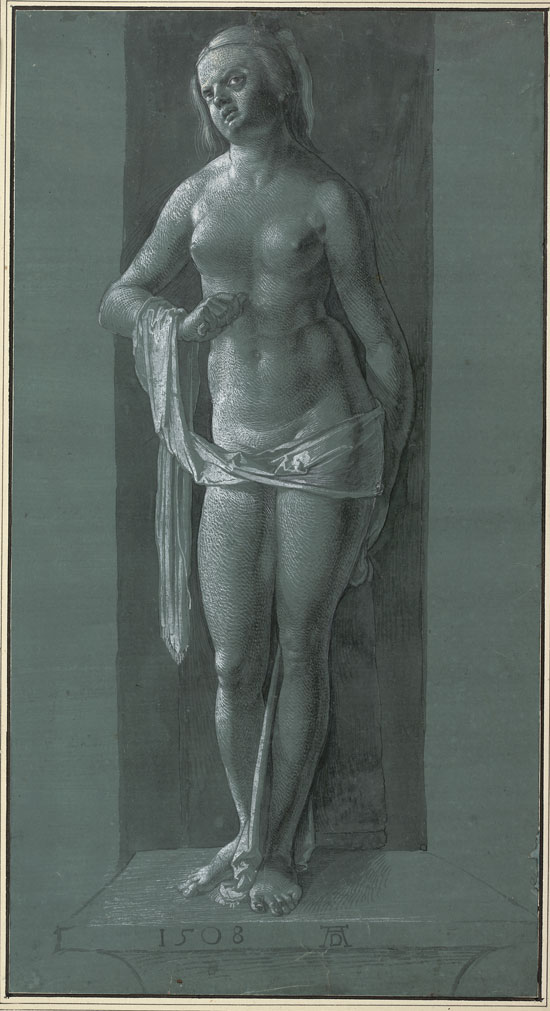
アルブレヒト・デューラー『ルクレティアの自害』(1508年)、素描 (紙にインク)、42.3 × 22.6 cm、アルベルティーナ美術館、ウイーン
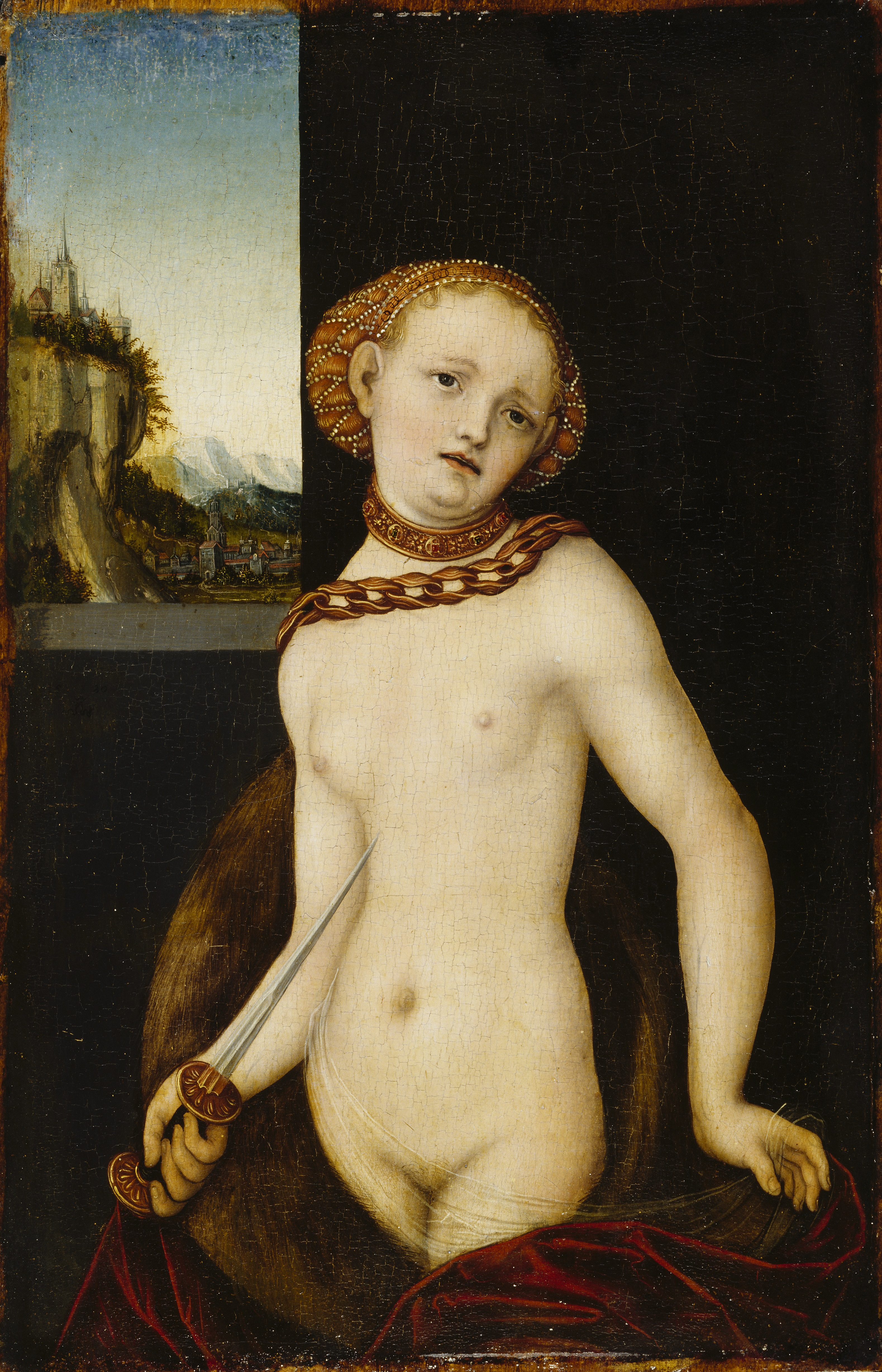
ルーカス・クラナッハ (父) 『ルクレティアの自害』(1530年)、Sinebrychoffin Taidemuseo、ヘルシンキ
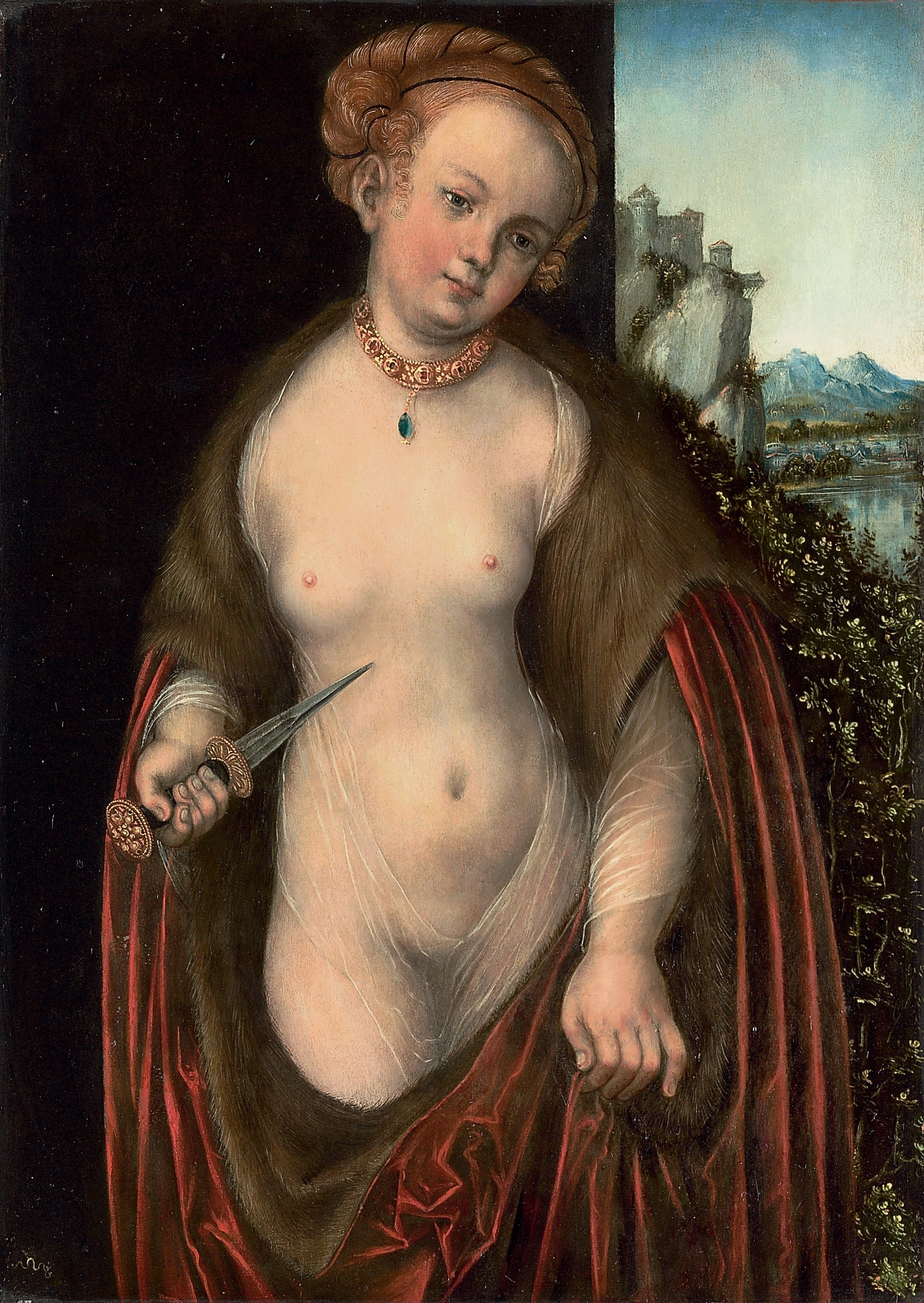
ルーカス・クラナッハ (父) 『ルクレティアの自害』(1525–30年、1537年以前)、個人蔵
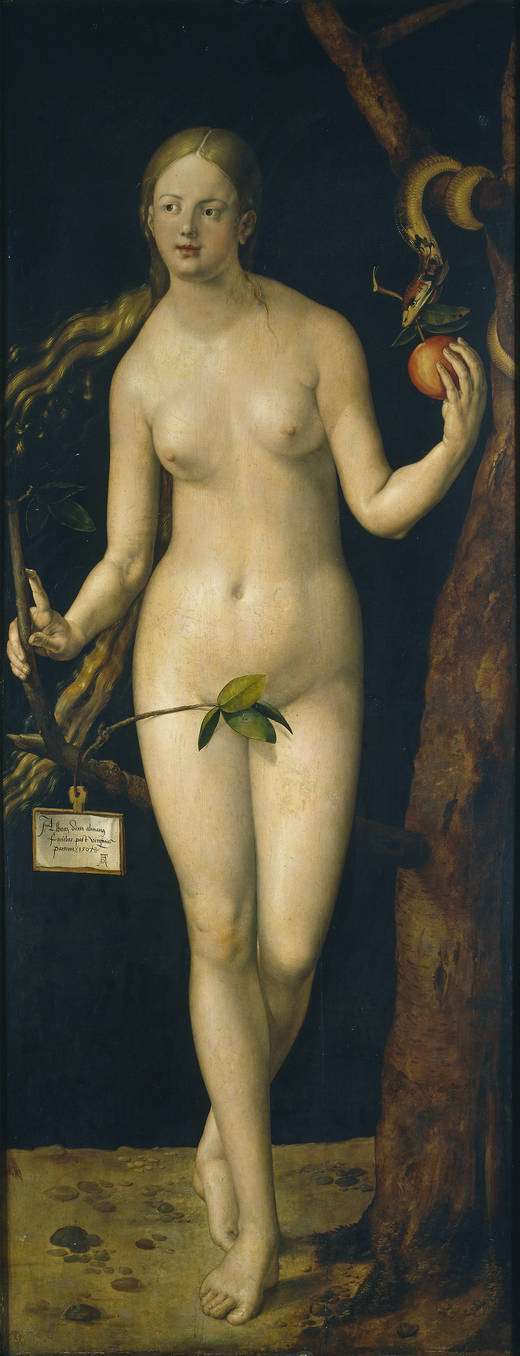
アルブレヒト・デューラー『イヴ』(1507年)、プラド美術館、マドリード